# Ядерна зброя
Я́дерна збро́я — зброя масового ураження, складається з вражальних компонентів ударної, температурної та опромінюючої дій. Вибух відбувається за рахунок вивільнення великої кількості атомної енергії при досягненні понад критичної маси компонентів заряду через їх зближення, що дозволяє ініціювати швидку лавиноподібну ланцюгову ядерну реакцію. Самопідтримувана ланцюгова ядерна реакція, при досягненні критичної маси компонентів ядерного заряду підтримує розщеплення важких ядер заряду, у випадку термоядерної зброї, дає початок термоядерної реакції, синтезу численних легких ядер, що теж сприяє вивільненню великої кількості енергії. Ядерну зброю слід відрізняти від брудної бомби, яка містить вибухівку та закладені у неї високорадіоактивні речовини, проте, вони не досягають критичної маси для початку самопідтримуваної реакції і вражаючим компонентом є просто радіаційне забруднення території.

## Термін

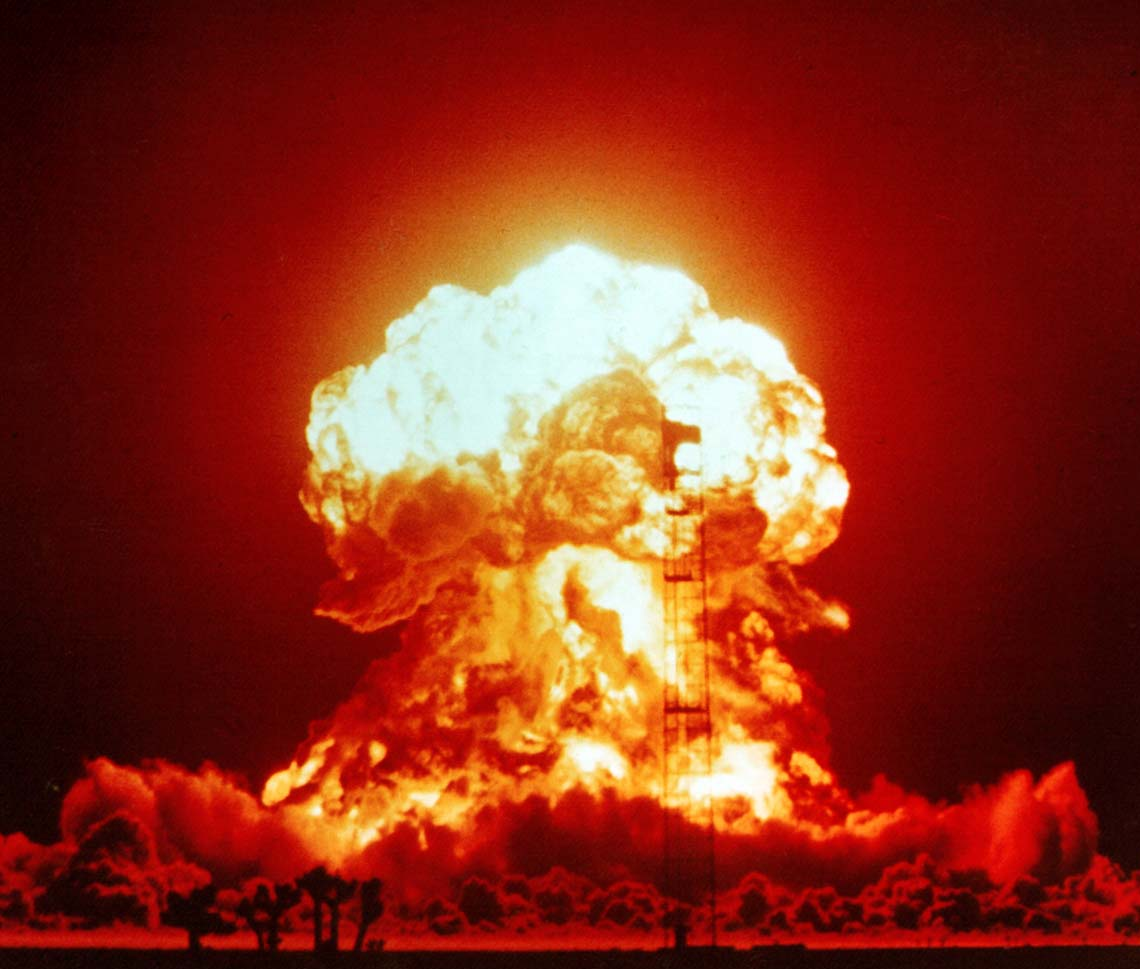
Вибух однофазної ядерної бомби потужністю 23 кт. Полігон у Неваді (1953).

Поняття ядерна зброя зазвичай охоплює:
- власне ядерні заряди (бойові частини ракет і торпед, бомб, артилерійські снаряди тощо,
- засоби їх доставлення до цілі (ракети, літаки, торпеди, артилерійські гармати тощо),
- засоби керування.

Ядерна зброя істотно відрізняється від інших видів озброєння як масштабами, так і характером ураження. На відстані близько кілометра від центру вибуху відбуваються суцільні руйнування та знищується все живе поза укриттями. Передусім, така дія зумовлена тим, що потужність ядерного вибуху набагато більша, ніж будь-якого боєприпасу, створеного на основі хімічної вибухівки.
Потужність ядерних вибухів, як і будь яких вибухів, вимірюють у так званому тротиловому еквіваленті — вага потрібного тринітротолуолу (ТНТ, тротил), якого буде достатньо для вивільнення такої ж енергії. Навіть найменші ядерні заряди мають потужність вибуху близько 1 кілотонни (тобто тисячу тонн тротилу). Мінімальний поріг пов'язаний із фізикою процесу — необхідністю дотримання маси компонентів більше критичної маси, яка буде не просто самопідтримувати поділ, що використовують в ядерних реакторах АЕС, але і створювати лавиноподібний більш інтенсивний неконтрольований поділ. Створення такого заряду зі звичайної вибухівки практично неможливо.

## Уражальні фактори
При підриві ядерних боєприпасів відбувається ядерний вибух, уражальними чинниками якого є:
- ударна хвиля
- світлове випромінювання
- проникна радіація
- радіоактивне зараження
- електромагнітний імпульс (ЕМІ)
- рентгенівське випромінювання

Люди, які безпосередньо піддалися впливу вражальних чинників ядерного вибуху, крім фізичних ушкоджень, зазнають потужний психологічний вплив від жахливого вигляду картини вибуху й руйнувань. Електромагнітний імпульс безпосереднього впливу на живі організми не робить, але може порушити роботу електронної апаратури.

## Класифікація ядерних боєприпасів
Всі ядерні боєприпаси можуть бути розділені на дві основні категорії:
- «Ядерні» — однофазні або одноступеневі вибухові пристрої, у яких основний вихід енергії походить від ядерної реакції поділ важких ядер (урану-235 або плутонію) з утворенням більш легких елементів.
- Термоядерна зброя (також «водневі») — двофазні або двоступеневі вибухові пристрої, в котрих послідовно розвиваються два фізичних процеси, зосереджених у різних областях простору: на першій стадії основним джерелом енергії є реакція ділення важких ядер, а на другій — реакції ділення й термоядерного синтезу, використаються в різних пропорціях залежно від типу й налаштування боєприпасів.

Реакція термоядерного синтезу, здебільшого, розвивається усередині збірки і служить потужним джерелом додаткових нейтронів. Тільки ранні ядерні пристрої в 40-х роках XX ст., нечисленні бомби гарматної збірки в 1950-х, деякі ядерні артилерійські снаряди, а також вироби ядерно — технологічно слабкорозвинених держав (ПАР, Пакистан, КНДР) не застосовують термоядерний синтез як підсилювач потужності ядерного вибуху.
Другий ступінь будь-якого такого пристрою може бути оснащений тампером з урану-238, що ефективно ділиться від швидких нейтронів реакції синтезу. Так досягається багаторазове збільшення потужності вибуху[джерело?] й значне збільшення кількості радіоактивних опадів. З легкої руки Р. Юнга, автора знаної книжки «Яскравіше тисячі сонць», написаної 1958 року по «гарячих слідах» Мангеттенського проєкту, такого роду «брудні» боєприпаси називають FFF (fusion-fission-fusion) або трифазними. Однак цей термін не є цілком коректним[джерело?]. Майже всі «FFF» належать до двофазних і відрізняються тільки матеріалом тампера, який у «чистих» боєприпасах може бути виконаний зі свинцю, вольфраму та іншого. Винятком є пристрої типу «Слойки» Сахарова, які варто віднести до однофазних, хоча вони мають шарувату структуру вибухової речовини (ядро із плутонію — шар дейтерида літію-6 — шар урану 238). У США такий пристрій одержав назву Alarm Clock (Годинник з будильником). Схема послідовного чергування реакцій розподілу й синтезу впроваджена у двофазних боєприпасах, у яких можна нарахувати до 6 шарів при досить «помірній» потужності. Прикладом служить відносно сучасна боєголовка W88, у якій перша секція (primary) містить два шари, друга секція (secondary) має три шари, і ще одним шаром є загальна для двох секцій оболонка з урану-238 (див. рисунок).
Іноді в окрему категорію виділяють нейтронну зброю — двофазні боєприпаси малої потужності (від 1 кт до 25 кт), у якому 50—75 % енергії вивільнюється за рахунок термоядерного синтезу у вигляді нейтронів. Оскільки основним переносником енергії при синтезі є швидкі нейтрони, то під час вибуху таких боєприпасів вихід нейтронів може в кілька разів перевищувати вихід нейтронів при вибухах однофазних ядерних вибухових пристроїв порівнянної потужності. Завдяки цьому досягається істотно більша вага уражальних факторів: нейтронне випромінювання й наведена радіоактивність (до 30 % від загального енерговиходу), що може бути важливим з погляду завдання зменшення радіоактивних опадів і зниження руйнувань на місцевості за високої ефективності застосування проти танків і живої сили. Слід зазначити міфічний характер уявлень про те, що нейтронна зброя вражає винятково людей і залишає в цілості будови. За руйнівним впливом вибух нейтронних боєприпасів у сотні разів перевершує будь-які неядерні боєприпаси.

## Потужність
Потужність ядерного заряду вимірюється в тротиловому еквіваленті — кількості тринітротолуолу, який потрібно підірвати для одержання такої ж енергії. Зазвичай його подають у кілотоннах (кт) або мегатоннах (Мт). Тротиловий еквівалент умовний: по-перше, розподіл енергії ядерного вибуху за різними уражальними факторами істотно залежить від типу боєприпасів й, у будь-якому разі, дуже відрізняється від хімічного вибуху. По-друге, домогтися повного згоряння відповідної кількості хімічної вибухової речовини по суті неможливо.
За потужністю ядерні боєприпаси поділяють на такі групи:
- надмалі (менш 1 кт);
- малі (1 — 10 кт);
- середні (10 — 100 кт);
- великі (великої потужності) (100 кт — 1 Мт);
- надвеликі (надвеликої потужності) (понад 1 Мт).

## Принцип дії
В основу ядерної зброї покладено некеровану ланцюгову реакцію поділу важких ядер і реакцію термоядерного синтезу.
Для здійснення ланцюгової реакції ділення використовуються або уран-235, або плутоній-239, або, в окремих випадках, уран-233. Уран у природі зустрічається у вигляді двох основних ізотопів — уран-235 (0,72 % природного урану) і уран-238 — все інше (99,2745 %). Звичайно зустрічається також домішка з урану-234 (0,0055 %), утворена розпадом урану-238. Однак, як речовину, що ділиться, можна використати тільки уран-235. В урані-238 самостійний розвиток ланцюгової ядерної реакції неможливий (він розповсюджений у природі). Для забезпечення «працездатності» ядерної бомби вміст урану-235 повинен бути не нижче 80 %. Тому при виробництві ядерного палива для підвищення частки урану-235 і застосовують складний і вкрай витратний процес збагачення урану. У США ступінь збагаченості збройового урану (частка ізотопу 235) перевищує 93 % й іноді доводить до 97,5 %.
Альтернативою хімічному процесу збагачення урану слугує створення «плутонієвої бомби» на основі ізотопу плутоній-239, що для збільшення стабільності фізичних властивостей і поліпшення стискальності заряду звичайно легується невеликою кількістю галію. Плутоній виробляється в ядерних реакторах у процесі тривалого опромінення урану-238 нейтронами. Аналогічно уран-233 утворюється при опроміненні нейтронами торію. У США ядерні боєприпаси споряджаються сплавом 25 або Oraloy, назва якого походить від Oak Ridge (завод по збагаченню урану) і alloy (сплав). До складу цього сплаву входить 25 % урану-235 й 75 % плутонію-239.
Слід зазначити, що відомості про будову ядерних боєприпасів дотепер суворо засекречені у всіх країнах. Тільки скрупульозність окремих західних журналістів і вкрай рідкісні, незначні витоки цієї закритої інформації, скрупульозно вивчені на основі фізичних знань, за допомогою методів «зворотної інженерії» дозволили з певною імовірністю, правильно зрозуміти основні принципи. Майже всі ці відомості стосуються ядерних боєприпасів, вироблених у США.

### Фізика

Ядерна ланцюгова реакція лежить у основі вибуху. При поділі високоактивних ізотопів створюється багато різноманітних ізотопів, шляхом захвату вивільнених нейтронів та подальшим поділом утворених нестабільних ядер. Вивільнених нейтронів в U_{235} три. Якщо такі нейтрони «губляться», тобто, вилітають за межі ядерного заряду в простір, вони не зустрічають нових ядер-мішеней, а отже лавиноподібної ланцюгової ядерної реакції не відбувається.

Ядерна реакція, енергія якої використовується у ядерних підривних пристроях, полягає у діленні ядра внаслідок поглинання ним нейтрона. Поглинання нейтрона відбувається внаслідок захоплення цим ядром нейтрона. У більшості випадків поглинання нейтрона здатне призвести до ділення будь-якого ядра, однак для більшості елементів реакція поділу можлива лише в тому випадку, якщо нейтрон до поглинання його ядром мав достатню енергію, яка перевищує порогову[джерело?].
Вміст Урану-235 у природному урані складає близько 0,7 %, основна частина припадає на уран-238. Збагачення полягає у виділенні урану-235 з суміші.
Парні ізотопи плутоній-238, -240 й -242 не є матеріалами, що діляться, однак можуть ділитися під дією нейтронів високої енергії. Вони не здатні підтримувати ланцюгову реакцію. Плутоній є трансурановим елементом (тобто елементом, масове число якого більше 92 — масового числа урану). Трансуранові елементи створюються штучно. Масове число плутонію складає 94. Плутоній-239 й плутоній-241 є матеріалами, які діляться, при впливі теплових нейтронів (майже із нульовою енергією) й швидких нейтронів діляться на два нових ядра (із вивільненням енергії) й випускають нейтрон. Кожне ділення плутонію-239, які відбувається при поглинанні повільного нейтрона, призводить до утворення двох нових нейтронів. Якщо принаймні один з цих нейтронів розщеплює інші ядра плутонію-239, виникає самопідтримувана ланцюгова реакція. Мінімальна кількість матеріалу, яка є необхідною для підтримання ланцюгової реакції, називається критичною масою. Надкритична маса здатна підтримувати зростальну ланцюгову реакцію, за якої кількість вивільненої енергії збільшується у часі. Кількість матеріалу, необхідного для підтримання критичної маси, залежить від геометричної форми вибухового заряду й від щільності матеріалу. Наприклад, критична маса сферичної форми металічного плутонію складає близько 10 кілограм. Її можна зменшити різними способами. Для бойових зарядів критична маса знаходиться між 3 та 5 кг. Теоретично найменша можлива критична маса плутонію-239 становить приблизно декілька сотень грамів[джерело?].
Для створення ядерних підривних пристроїв можуть бути використані також інші речовини, що діляться, наприклад, уран-233, який отримують посередництвом опромінювання торію-232[джерело?].
Практична цінність використання енергії, яка виділяється при діленні, полягає у тому, що реакція ділення може мати ланцюговий, самопідтримуваний характер. У кожному акті ділення утворюється приблизно два вторинних нейтрони, які захоплюються іншими ядрами і можуть викликати їх ділення, що, у свою чергу, призводить до утворення ще більшої кількості нейтронів. За спеціальних умов кількість нейтронів, а відповідно й число актів ділення, зростає від покоління до покоління. Залежність кількості актів ділення від часу може бути описаною коефіцієнтом розмноження нейтронів {\displaystyle c}, який дорівнює різниці кількості нейтронів, які утворюються у одному акті ділення, та кількості нейтронів, втрачених за рахунок поглинання, яке не призвело до ділення (або за рахунок втечі за межі речовини, яка ділиться). Таким чином, {\displaystyle c} відповідає кількості актів ділення, яка викликає розпад одного ядра. Він залежить від поперечного перерізу реакції, кількості вторинних нейтронів тощо. Ймовірність захоплення нейтрона пропорційна концентрації ядер й довжині шляху, який проходить нейтрон у зразку. У зразку у формі кулі при збільшенні його маси ймовірність захоплення нейтрона, яке викликає ділення, збільшується швидше, ніж ймовірність його втечі, що призводить до збільшення коефіцієнту розмноження. Маса, за якої такий зразок досягає критичного стану {\displaystyle c=1}, для високозбагаченого урану складає близько 52 кг, для збройового плутонію близько 11 кг. Критичну масу можна зменшити удвічі, оточивши зразок шаром матеріалу (берилій або уран-238), який відіграє роль екрану (відбиває нейтрони). Оскільки ймовірність захоплення пропорційна концентрації ядер, збільшення щільності (наприклад, при стисненні зразка) може призвести до виникнення у зразку критичного стану — заряд, який знаходиться у підкритичному стані, переводиться у надкритичний за допомогою спрямованого підриву, який стискає заряд. А відтак мінімальна кількість речовини, яка є необхідною для ланцюгової реакції, залежить від досягнутого ступеня стиснення на практиці. Ступінь стиснення визначає не лише кількість необхідного матеріалу, але й потужність підриву[джерело?].
Якщо {\displaystyle c<1,} реакція не має ланцюгового характеру, оскільки кількість нейтронів, які здатні викликати ділення, виявляється меншою, ніж їх початкова кількість. При {\displaystyle c=1} кількість нейтронів, відповідно актів розпаду, не змінюється від покоління до покоління. Реакція ділення набуває ланцюгового, самопідтримуваного характеру. Це — критичний стан речовини. При {\displaystyle c>1} виникає надкритичний стан речовини. Залежність кількості актів ділення від часу виражається формулою {\displaystyle N=N_{0}\exp[(c-1)t/\tau ],} {\displaystyle N} — повне число актів ділення, які здійснюються за час {\displaystyle t} від початку реакції, {\displaystyle N_{0}} — число ядер, які зазнали ділення у першому поколінні, {\displaystyle c} — коефіцієнт розмноження, {\displaystyle \tau } — середній час між послідовними актами ділення (складає близько {\displaystyle 10^{-8}}). Наприклад, ланцюгова реакція починається з одного акта ділення й {\displaystyle c=2.} Оскільки у кожному акті ділення виділяється енергія, близька до 180 меВ ({\displaystyle 2,9\cdot 10^{-11}} Дж), повинно відбутися {\displaystyle 1,45\cdot 10^{23}} актів розпаду (що відповідає діленню 57 грамів речовини, яка ділиться). Така кількість розпаду відбудеться приблизно протягом приблизно 53 поколінь. Тривалість процесу буде складати близько 0,5 мікросекунд, основна частка енергії виділиться протягом останніх декількох поколінь. Якщо продовжити цей процес, то кількість енергії значно зросте. Наприклад, для збільшення енергії у 10 разів необхідно всього 5 додаткових поколінь[джерело?].
У підривних пристроях використовують спеціальне джерело нейтронів, яке забезпечує їх інжекцію у масу речовини, яка ділиться. Цей момент має визначальне значення для потужності підриву, оскільки надто ранній початок ланцюгової реакції призведе до швидкого розльоту речовини та, відповідно, значного зменшення енергії підриву[джерело?].
Під час ланцюгової реакції виділяється велика кількість енергії, яка швидко розігріває речовину підривного пристрою до температури близько {\displaystyle 10^{7}\,{}^{o}C.} За такої температури речовина є іонізованою плазмою. На цьому етапі близько 80 % енергії підриву виділяється у вигляді електромагнітного випромінювання. Максимум енергії цього випромінювання припадає на рентгенівський діапазон спектру. Подальші процеси визначаються характером взаємодії теплового випромінювання із середовищем[джерело?].
Якщо ядерний підрив здійснюється під землею, спочатку утворюється раковина, тиск у якій менш ніж за мікросекунду зростає до декількох мільйонів атмосфер. Потім формується ударна хвиля, фронт якої обганяє розповсюдження раковини підриву, породжуючи серію сейсмічних імпульсів[джерело?].

### Варіанти детонації
Існують дві основні схеми підриву заряду, що ділиться: гарматна, інакше називана балістичною, та імплозійна.

#### Гарматна схема

Верхній блок показує принцип роботи гарматної схеми. Другий і третій показують можливість передчасного розвитку ланцюгової реакції до повного з'єднання блоків.

«Гарматна схема» використовувалася в деяких моделях ядерної зброї першого покоління. Суть гарматної схеми полягає у вистрілюванні одного блоку речовини, що ділиться, докритичної маси («куля») в інший — нерухомий («мішень»). Блоки розраховані так, що при з'єднанні їхня загальна маса стає надкритичною.
Даний спосіб детонації можливий тільки в уранових боєприпасах, тому що плутоній має на два порядки вищий нейтронний фон, що різко підвищує ймовірність передчасного розвитку ланцюгової реакції до з'єднання блоків. Це приводить до неповного виходу енергії (шипіння). Для реалізації гарматної схеми в плутонієвих боєприпасах потрібне збільшення швидкості з'єднання частин заряду до технічно недосяжного рівня. Крім того, уран краще, ніж плутоній, витримує механічні перевантаження.

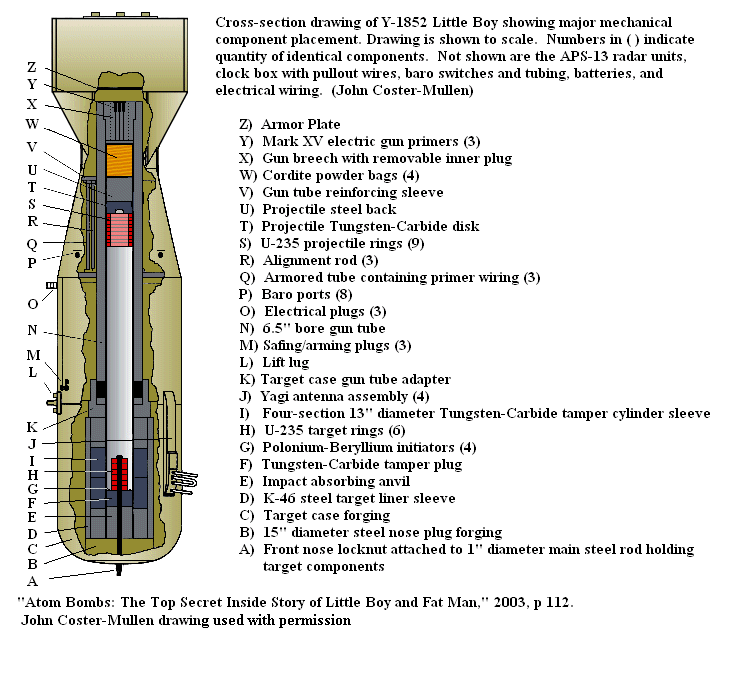
Схема внутрішньої будови боєприпасів L-11 «Little Boy» (Малюк)

Класичним прикладом такої схеми є бомба «Малюк» («Little Boy»), скинута на Хіросіму 6 серпня 1945 р. Уран для її виготовлення був добутий в Бельгійському Конго (нині Демократична Республіка Конго), в Канаді (Велике Ведмеже озеро) і в США (штат Колорадо). У бомбі «Little Boy» для цієї мети використався вкорочений до 1,8 м ствол морської гармати калібру 16,4 см, при цьому уранова «мішень» являла собою циліндр діаметром 100 мм, на який при «пострілі» насувалася циліндрична «куля» надкритичної маси (38,5 кг) з відповідним внутрішнім каналом. Такий «інтуїтивно незрозумілий» дизайн був зроблений для зниження нейтронного фону мішені: у ньому вона перебувала не впритул, а на відстані 59 мм від нейтронного відбивача («тампера»). У результаті ризик передчасного початку ланцюгової реакції ділення з неповним енерговиділенням знижувався до декількох відсотків.

#### Імплозійна схема
Ця схема детонації передбачає одержання надкритичного стану шляхом обтиснення матеріалу, що ділиться, сфокусованою ударною хвилею, створюваною вибухом хімічної вибухівки. Для фокусування ударної хвилі використовуються так звані вибухові лінзи, і підрив відбувається одночасно в багатьох точках із високою точністю. Створення подібної системи розташування вибухівки й підриву було у свій час одним з найбільш важких завдань. Формування збіжної ударної хвилі забезпечувалося використанням вибухових лінз з «швидкої» й «повільної» вибухівок — ТАТВ (Триамінотринітробензол) і баратолу (суміш тринітротолуолу з нітратом барію), і деякими добавками) (див. анімацію).

Принцип дії імплозійної схеми підриву — по периметру речовини, що ділиться, вибухають заряди конвенціональної ВР, які створюють доцентрову вибухову хвилю, яка «стискає» речовину в центрі й ініціює ланцюгову реакцію

За такою схемою був виконаний і перший ядерний заряд (ядерний пристрій «Gadget» (англ. gadget — пристосування), висаджений (підірваний) на вежі в іспитових цілях у ході випробувань із виразною назвою «Trinity» («Трійця») 16 липня 1945 року на полігоні неподалік від містечка Аламогордо у штаті Нью-Мексико), і друга із застосованих за призначенням атомних бомб — «Товстун» («Fat Man»), скинута на Нагасакі. Фактично, «Gadget» був позбавленим зовнішньої оболонки прототипом бомби «Товстун». У цій першій атомній бомбі як нейтронний ініціатор був використаний так званий «їжачок» (англ. urchin). (Технічні подробиці див. у статті «Товстун».) Згодом ця схема була визнана малоефективною, і некерований тип нейтронного ініціювання майже не застосовувався надалі.
У ядерних зарядах на основі реакції ділення в центрі порожнистої конструкції звичайно розміщується невелика кількість термоядерного палива (дейтерій й тритій), що нагрівається й стискується в процесі ділення конструкції до такого стану, що в ньому починається термоядерна реакція синтезу. Цю газову суміш необхідно постійно оновлювати, щоб компенсувати мимовільний безупинний розпад ядер тритію. Випромінювані при цьому додаткові нейтрони ініціюють нові ланцюгові реакції в конструкції й компенсують втрати нейтронів, що залишають активну зону, і це призводить до багаторазового росту енергетичного виходу від вибуху й ефективнішому використанню речовини, що ділиться. Варіюючи вміст газової суміші в заряді одержують боєприпаси з регульованою в широких межах потужністю вибуху.
Слід зазначити, що описана схема сферичної імплозії є застарілою й із середини 1950-х років майже не застосовується. Насправді, застосовуваний дизайн Swan (англ. swan — «лебідь»), побудовано на використанні еліпсоїдальної конструкції що ділиться, яка у ході двоточкової, тобто ініційованої у двох точках імплозії, стискується в поздовжньому напрямку й перетворюється на надкритичну кулю. Як такі, вибухові лінзи при цьому не використаються. Докладно, цей дизайн дотепер засекречено, але, наближено, утворення збіжної ударної хвилі здійснюється за рахунок еліпсоїдальної форми імплозійного заряду так, що між ним і розміщеною усередині конструкцією з ядерним паливом, залишається заповнений повітрям простір. Тоді рівномірне обтиснення конструкції здійснюється завдяки тому, що швидкість підриву вибухівки перевищує швидкість руху ударної хвилі в повітрі. Істотно легший тампер виконується не з урану-238, а з берилію, який добре відбиває нейтрони. Можна припустити, що незвичайна назва даного дизайну — «Лебідь» (перше випробування — Inca в 1956 р.) було підказано образом лебедя, котрий змахнув крильми, що почасти пов'язується із фронтом ударної хвилі, яка плавно охоплює конструкцію із двох боків. У такий спосіб, стало можливим відмовитися від сферичної імплозії й, таким чином, зменшити діаметр імплозійних ядерних боєприпасів з 2 м у бомби «Товстун» до 30 см і менше. Для самоліквідації таких боєприпасів без ядерного вибуху ініціюється тільки один із двох детонаторів, і плутонієвий заряд руйнується несиметричним вибухом без будь-якого ризику його імплозії.
Потужність ядерного заряду, що працює винятково на принципі ділення важких елементів, обмежується десятками кілотонн. Енерговихід (англ. yield) однофазних боєприпасів, посилених термоядерним зарядом усередині конструкції, що ділиться, може досягати сотень кілотонн. Створити однофазний пристрій мегатонного класу практично неможливо, збільшення маси речовини, що ділиться, не вирішує проблему. Справа в тому, що енергія, що виділяється в результаті ланцюгової реакції, розпорошує і руйнує конструкцію зі швидкістю порядку 1000 км/с, тому вона швидко стає докритичною і більша частина речовини, що ділиться, не встигає прореагувати. Наприклад, у скинутій на місто Нагасакі бомбі «Товстун» встигло прореагувати не більше 20 % з 6.2 кг заряду плутонію, а в бомбі, що знищила Хіросіму («Малюк» з гарматним складанням), розпалося тільки 1.4 % з 64 кг збагаченого приблизно до 80 % урану. Найпотужніший в історії однофазний (британський) боєприпас, висаджений (підірваний) у ході випробувань Orange Herald в 1957 г., досяг потужності 720 кт.
Двофазні боєприпаси дозволяють підвищити потужність ядерних вибухів до десятків мегатонн. Однак ракети з боєголовками, що розділяються, висока точність сучасних засобів доправлення й супутникова розвідка зробили пристрої мегатонного класу практично непотрібними. Тим більше, що носії надпотужних боєприпасів уразливіші для систем ПРО й ППО.

Дизайн Теллера-Улама для двофазних боєприпасів («термоядерна бомба»).

У двофазному пристрої перша стадія фізичного процесу (primary) використається для запуску другої стадії (secondary), у ході якої виділяється найбільша частина енергії. Таку схему прийнято називати дизайном Теллера-Улама.
Енергія від детонації primary передається через спеціальний канал (interstage) у процесі радіаційної дифузії квантів рентгенівського випромінювання й забезпечує детонацію secondary за допомогою радіаційної імплозії тампера/пушера, усередині якого перебуває дейтерид літію-6 і запальний плутонієвий стрижень. Останній також служить додатковим джерелом енергії разом з пушером й/або тампером з урану-235 або урану-238, причому спільно вони можуть давати до 85 % від загального енерговиходу ядерного вибуху. При цьому термоядерний синтез служить у більшій мірі джерелом нейтронів для ділення ядер. Під дією нейтронів ділення на ядра літію у складі дейтериду літію утворюється тритій, що відразу вступає в реакцію термоядерного синтезу з дейтерієм.
У першому двофазному експериментальному пристрої Ivy Mike (10,5 Мт у випробуванні 1952 р.) замість дейтериду літію використовували зріджений дейтерій і тритій, але надалі вкрай дорогий чистий тритій безпосередньо в термоядерній реакції другої стадії не застосовували. Цікаво відзначити, що тільки термоядерний синтез забезпечив 97 % основного енерговиходу експериментальної радянської «Цар-бомби» (вона ж «Кузькіна мать»), висадженої в 1961 р. з абсолютно рекордним виходом енергії близько 58 Мт. Найбільш ефективним за відношенням потужність/вага двофазним боєприпасом став американський «монстр» Mark 41 з потужністю 25 Мт, який випускали серійно для розгортання на бомбардувальниках B-47, B-52 й у варіанті моноблоку для МБР Титан-2. Тампер цієї бомби виконаний з урану-238, тому вона ніколи не випробовувалася в повному масштабі. При заміні тампера на свинцевий потужність даного пристрою знижувалася до 3 Мт.

«Економічний» дизайн Swan для імплозії ядерних боєприпасів.
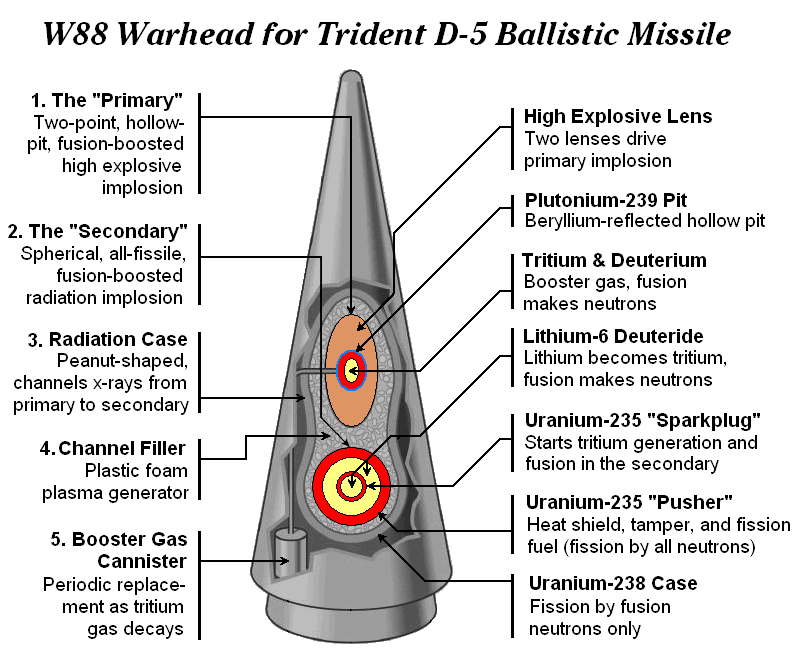
Припускається така схема двофазної боєголовки W88, розгорнутої на БРПЛ Трайдент в 90-х. Дизайн Теллера-Улама. Потужність вибуху 475 Кт.

## Засоби доставки

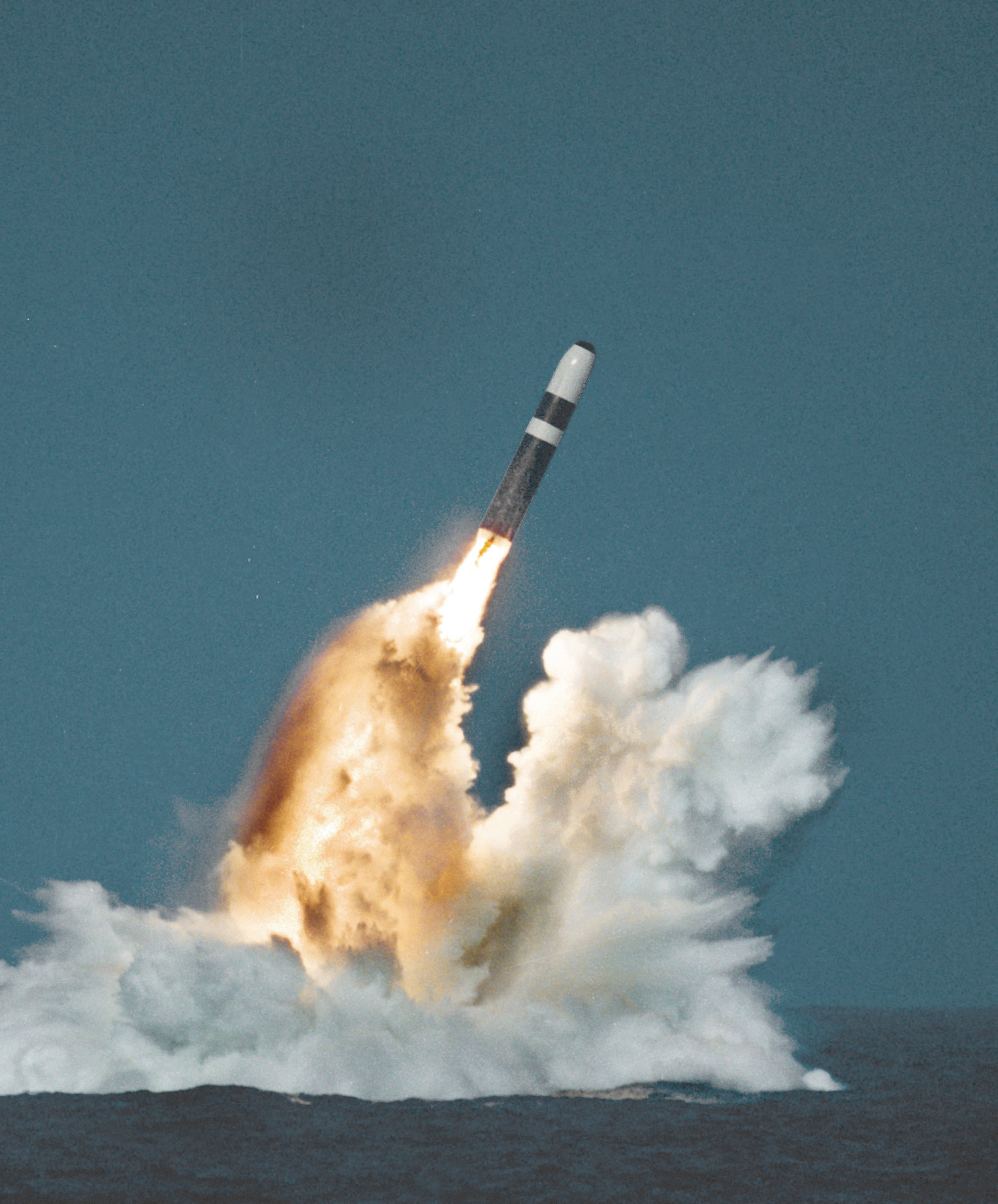
Запуск БРПЛ «Трайдент II» з підводного положення. Ракета може бути оснащена 8 боєголовками W88

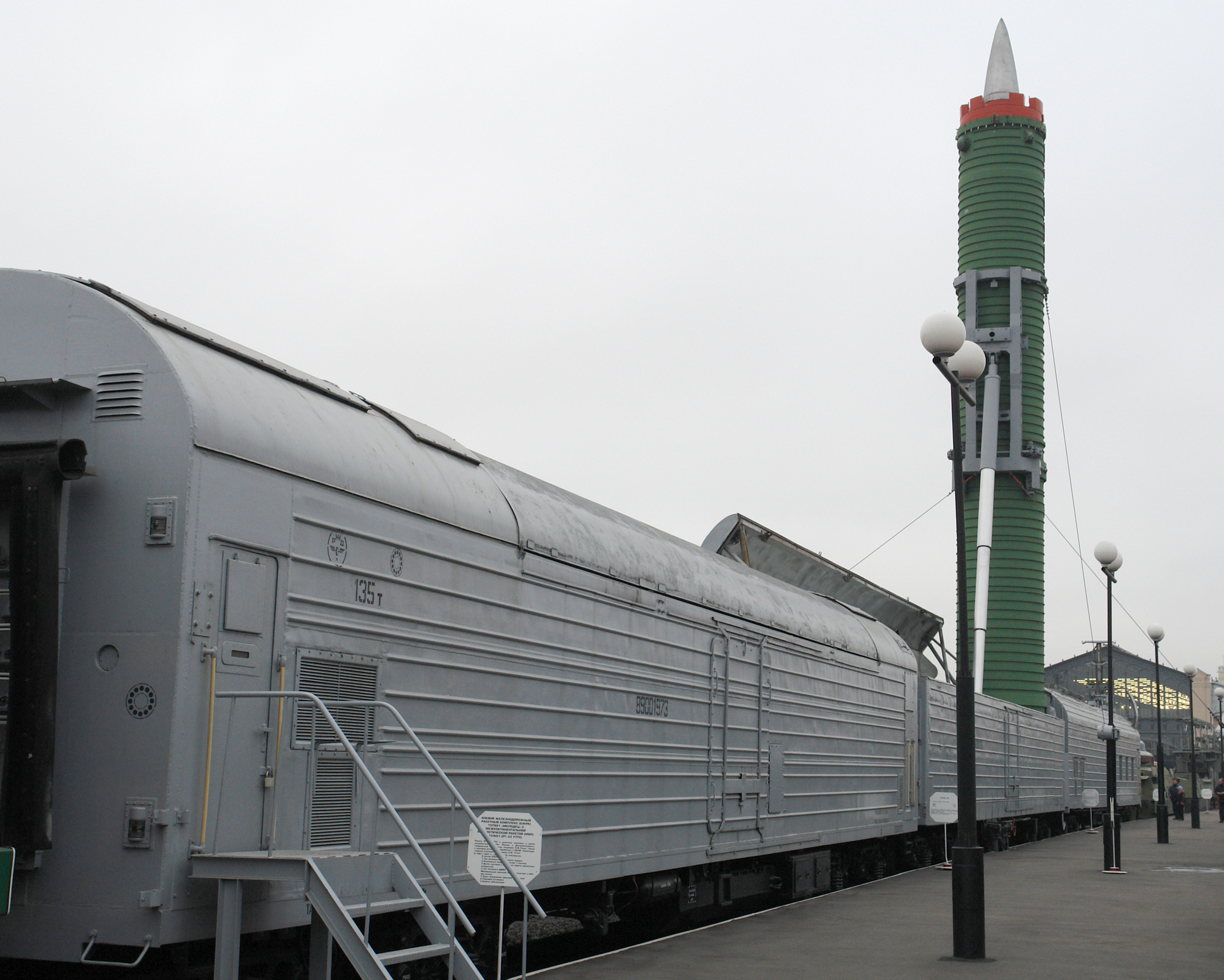
Бойовий залізничний ракетний комплекс БЖРК 15П961 «Молодець» з міжконтинентальною ракетою з ядерною боєголовкою. Знято з озброєння в 90-х роках

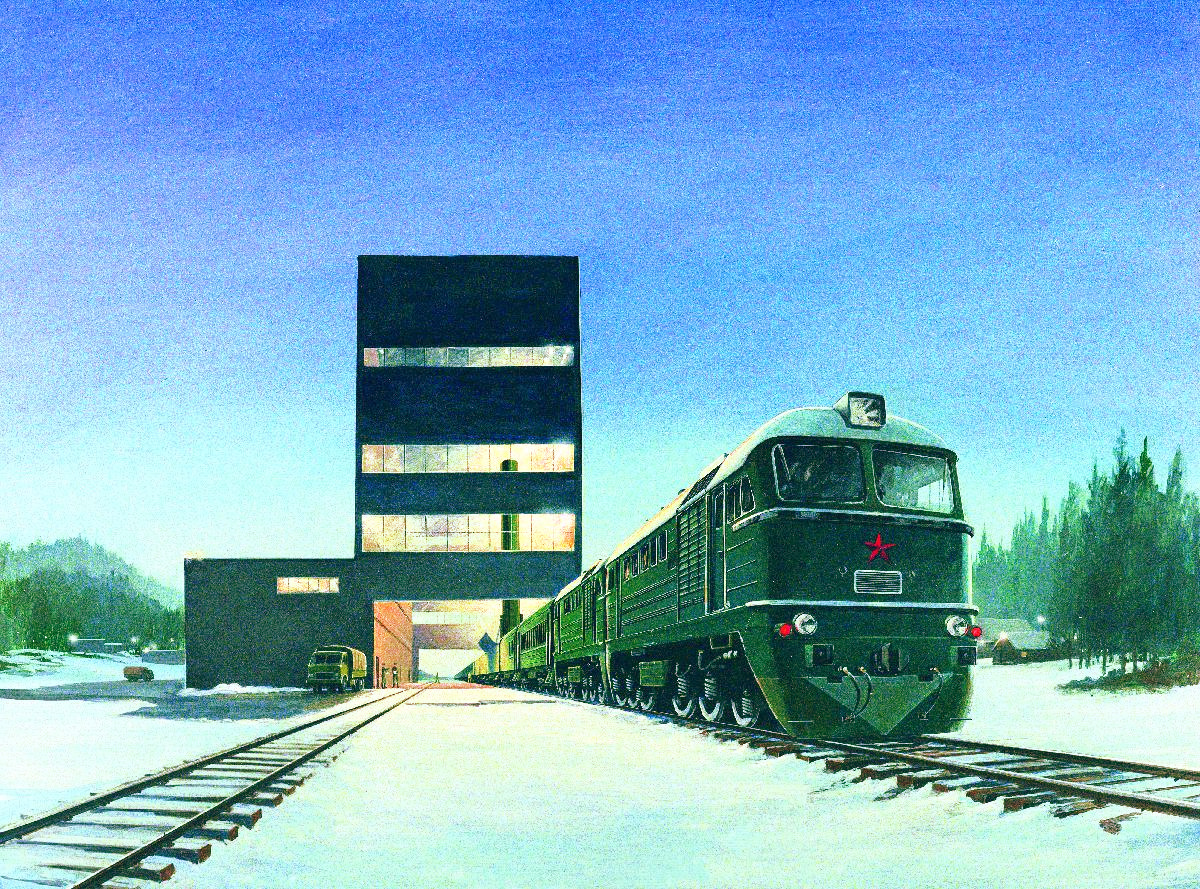
Обслуговування ракети БЖРК

Засобами доставлення ядерних боєприпасів до цілі може бути майже будь-яке важке озброєння. Зокрема, тактична ядерна зброя з 1950-х існує у формі артилерійських снарядів і мін — боєприпасів для ядерної артилерії. Носіями ядерної зброї можуть бути реактивні снаряди РСЗВ, але поки ядерних снарядів для РСЗВ не існує. Однак, габарити багатьох сучасних ракет РСЗВ дозволяють розмістити в них ядерний заряд, аналогічний застосовуваному ствольною артилерією, у той час як деякі РСЗВ, наприклад російський «Смерч», по дальності практично зрівнялися з тактичними ракетами, інші ж (наприклад, американська система M270 MLRS) здатні запускати зі своїх установок тактичні ракети. Тактичні ракети й ракети більшої дальності є носіями ядерної зброї. У Договорах по обмеженню озброєнь як засоби доставлення ядерної зброї розглядаються балістичні ракети, крилаті ракети й літаки. Історично літаки були першими засобами доправлення ядерної зброї, і саме за допомогою літаків було виконане єдине в історії бойове ядерне бомбометання:
1. На японське місто Хіросіма 6 серпня 1945 року. В 08:15 місцевого часу літак B-29 «Enola Gay» під командуванням полковника Пола Тібетса, перебуваючи на висоті понад 9 км, зробив скидання атомної бомби «Малюк» («Little Boy») на центр Хіросіми. Детонатор був установлений на висоту 600 метрів над поверхнею; вибух, еквівалентом від 13 до 18 кілотонн тротилу, відбувся через 45 секунд після скидання.
2. На японське місто Нагасакі 9 серпня 1945 року. В 10:56 літак В-29 «Bockscar» під командуванням пілота Чарльза Суіні прибув до Нагасакі. Вибух відбувся в 11:02 місцевого часу на висоті близько 500 метрів. Потужність вибуху склала 21 кілотонну.

Розвиток систем ППО й ракетної зброї висунуло на перший план саме ракети.
Договір СНО-1 поділяв всі балістичні ракети по дальності на:
- Міжконтинентальні (МБР) з дальністю більше 5500 км;
- Ракети середньої дальності (від 1000 до 5500 км);
- Ракети меншої дальності (менше 1000 км).

Договір РСМД, ліквідуючи ракети середньої й меншої (від 500 до 1000 км) дальності, взагалі оминув ракети з дальністю до 500 км. До цього класу потрапили всі тактичні ракети, і в даний час (ХХІ ст.) такі засоби доставлення жваво розвиваються.
І балістичні, і крилаті ракети можуть бути розміщені на підводних човнах, звичайно атомних. У цьому разі субмарина називається, відповідно ПЧАРБ й ПЧАРК. Крім того, на багатоцільових підводних човнах можуть розміщатися ядерні торпеди.
Ядерні торпеди можуть використатися як для атаки морських цілей, так й узбережжя супротивника. Так, академіком Сахаровим був запропонований проєкт торпеди Т-15 із зарядом ~100 мегатонн.
Крім ядерних зарядів, що доставляють технічними носіями, існують ранцеві боєприпаси невеликої потужності, які переносяться людиною і призначені для використання диверсійними групами.
За призначенням, засоби доправлення ядерної зброї поділяються на:
- тактичні, призначені для ураження живої сили й бойової техніки супротивника на фронті й у найближчих тилах. До тактичної ядерної зброї звичайно відносять і засоби ураження морських, повітряних, і космічних цілей;
- оперативно-тактичні — для знищення об'єктів супротивника в межах оперативної глибини;
- стратегічні — для знищення адміністративних, промислових центрів й інших стратегічних цілей у глибокому тилу супротивника.

## Історія

### Шлях до створення атомної бомби
- В 1896 році французький хімік Антуан Анрі Беккерель відкрив радіоактивність урану.
- В 1899 році Ернест Резерфорд виявив альфа- і бета- промені. 1900 року відкрито гамма-випромінювання.
- У ці роки відкрито багато радіоактивних ізотопів хімічних елементів: 1898 року П'єр і Марія Кюрі відкрили полоній й радій, в 1899 Резерфорд відкрив радон, а Андре-Луї Деб'єрн — актиній.
- 1903 року Резерфорд і Фредерік Содді опублікували закон радіоактивного розпаду.
- 1921 року Отто Ган, фактично, відкрив ядерну ізомерію.
- У 1932-му Джеймс Чедвік відкрив нейтрон, а Карл Д. Андерсон — позитрон.
- Того ж 1932 року у США Ернест Лоуренс запустив перший циклотрон, а в Англії Ернест Волтон й Джон Кокрофт уперше розщепили ядро атома: вони зруйнували ядро літію, обстрілюючи його на прискорювачі протонами. Одночасно такий експеримент проведено в СРСР.
- 1934 року Фредерік Жоліо-Кюрі відкрив штучну радіоактивність, а Енріко Фермі розробив методику сповільнення нейтронів. У 1936 він відкрив селективне поглинання нейтронів.
- 1938 року Отто Ган, Фріц Штрассман й Ліза Мейтнер відкрили розщеплення ядра урану при поглинанні ним нейтронів. Із цього й почалася розробка ядерної зброї.
- 1940 року Г. Н. Флеров й К. А. Петржак(інші мови), працюючи в ЛФТІ, відкрили спонтанний поділ ядра урану.
- Навесні 1941 року Фермі завершив розробку теорії ланцюгової ядерної реакції.
- У червні 1942 Фермі й Г. Андерсон у ході дослідів отримали коефіцієнт розмноження нейтронів понад одиницю, що відкрило шлях до створення ядерного реактора.
- 2 грудня 1942 року в США запрацював перший у світі ядерний реактор, здійснена перша ядерна ланцюгова реакція, що могла самопідтримуватися.
- 17 вересня 1943 стартував «Мангеттенський проєкт».
- 16 липня 1945 року в США в пустелі під Аламогордо (штат Нью-Мексико) випробувано перший ядерний вибуховий пристрій «Gadget» (одноступінчастий, на основі плутонію).
- У серпні 1945-го на японські міста американці скинули перші атомні бомби «Маля» (6 серпня, Хіросіма) і «Товстун» (9 серпня, Нагасакі). Див. Ядерне бомбардування Хіросіми і Наґасакі.

### Післявоєнне вдосконалювання ядерної зброї
- Липень 1946 р. США провели операцію «Перехрестя» на атолі Бікіні: 4-й й 5-й атомні вибухи в історії людства.
- Навесні 1948 р. американці провели операцію «Пісковик» (англ. Operation «Sandstone»). Підготовка до неї йшла з літа 1947 р. У ході операції були випробувані 3 удосконалені атомні бомби.
- 29 серпня 1949 р. СРСР провів випробування своєї атомної бомби РДС-1, зруйнувавши ядерну монополію США.
- Наприкінці січня — початку лютого 1951 р. США відкрили Ядерний полігон у Неваді і провели там операцію «Рейнджер» з 5 ядерних вибухів.
- У квітні — травні 1951 р. США провели операцію «Парник»[en].
- У жовтні — листопаді 1951 р. на полігоні в Неваді США провели операцію «Бастер-Джангл».
- 14 вересня 1954 року на Тоцькому полігоні в Оренбурзькій області відбулись тоцькі військові навчання із застосуванням ядерної зброї.
- У жовтні 1961 р. СРСР провів випробування Цар-бомби, найпотужнішого ядерного заряду в історії.

## Ядерний клуб
«Ядерний клуб» — неофіційна назва групи країн, що володіють ядерною зброєю. До неї входять США (з 1945), Росія (перед тим Радянський Союз, з 1949), Велика Британія (1952), Франція (1960), КНР (1964), Індія (1974), Пакистан (1998) і КНДР (2006). Також вважається, що Ізраїль має ядерну зброю.

## Випробовування

Підводне випробування ядерної зброї

Перше випробовування ядерної зброї відбулося в США 16 липня 1945. Потужність атомної бомби становила 20 кілотонн. Найпотужніша випробувана бомба, «Цар-бомба» потужністю 50 мегатонн, вибухнула 30 жовтня 1961 на Новій Землі. 1963 року всі ядерні держави підписали договір про обмеження випробовування ядерної зброї, за яким заборонялися вибухи в атмосфері, під водою й у відкритому космосі, але дозволялися підземні вибухи. Франція продовжувала випробовування в атмосфері до 1974 року, Китай — до 1980.
Востаннє підземні випробування ядерної зброї здійснювалися: Радянським Союзом — 1990 року, Сполученим Королівством — 1991 року, США — 1992 року, Китаєм та Францією — 1996 року. 1996 року було підписано договір про повну заборону випробовувань ядерної зброї. Індія та Пакистан не підписали цей договір і здійснили випробовування 1998 року. Останнє випробовування станом на вересень 2010 здійснила Північна Корея — 25 травня 2009.

### Контроль за проведенням ядерних випробовувань
У зв'язку із надзвичайною небезпекою проведення ядерних випробовувань у складі збройних сил великих світових держав існують спеціальні військові підрозділи, створені для контролю за проведенням таких випробувань.
Вперше підрозділи для контролю за проведенням ядерних випробовувань були створені в США. Створювалися вони паралельно із розробкою американської ядерної зброї.
У Радянському Союзі Служба спеціального контролю як структурний підрозділ Головного розвідувального управління Генерального штабу Збройних Сил СРСР була сформована 13 травня 1958 року — після виходу відповідного рішення, підписаного міністром оборони СРСР Р. Я. Малиновським.
Відставання СРСР в технологіях виробництва засобів автоматичного керування та програмного забезпечення комп'ютерів призвело до різниці підходів у розгортанні систем контролю за ядерними випробуваннями. У той час, коли американські фахівці робили ставку на автономні (у тому числі, підводні, придонні, розміщені на прибережних шельфах) сейсмоприймальні станції, що в автоматичному режимі кодували і передавали зібрану інформацію в Центр (у роки холодної війни розміщувався в штаті Алабама), радянські сейсмологи були змушені працювати у військових лабораторіях, розгорнутих по всьому периметру тодішнього СРСР, від Петрозаводська на заході до Білібіно та Петропавловська-Камчатського на Далекому Сході країни. Такі лабораторії розміщали в місцях, де, за даними геологічних досліджень, проходили краї великих тектонічних плит. А значить, очікувалися найсприятливіші умови для приймання сейсмічного сигналу і створення найбільш ефективних сейсмічних каналів.
Результатом такої політики у створенні системи спеціального контролю для України стало те, що після розвалу СРСР найбільш ефективні лабораторії ССК (такі, як Боровоє в Казахстані) залишилися в інших державах. Незалежній Україні ж дістався уламок системи у вигляді двох наявних лабораторій (місця дислокації Кам'янець-Подільський та Макаров-1 поблизу села Кримок на межі Житомирської та Київської областей) та навчального центру молодших спеціалістів (розташованого у місті Балта Одеської області).

## Запаси ядерної зброї у світі
Кількість боєголовок (активних й у резерві)
|                 | 1947 | 1952 | 1957 | 1962   | 1967   | 1972   | 1977   | 1982   | 1987   | 1989  | 1992   | 2002   | 2010   | 2022  |
| --------------- | ---- | ---- | ---- | ------ | ------ | ------ | ------ | ------ | ------ | ----- | ------ | ------ | ------ | ----- |
| США             | 32   | 1005 | 6444 | ?26000 | >31255 | ?27000 | ?25000 | ?23000 | ?23500 | 22217 | ?12000 | ?10600 | ?8500  | ?5000 |
| СРСР/Росія      | -    | 50   | 660  | ?4000  | 8339   | ?15000 | ?25000 | ?34000 | ?38000 |       | ?25000 | ?16000 | ?11000 | 5977  |
| Велика Британія | -    | -    | 20   |        | 270    |        |        |        |        |       |        | 512    | ?225   |       |
| Франція         | -    | -    | -    |        | 36     |        |        |        |        |       |        | 384    | ?350   |       |
| Китай           | -    | -    | -    | -      | 25     |        |        |        |        |       |        | ?400   | ?400   |       |
| Ізраїль         | -    | -    | -    | -      | -      |        |        |        |        |       |        | ?200   | ?150   |       |
| Індія           | -    | -    | -    | -      | -      | -      |        |        |        |       |        | ?100   | ?100   |       |
| Пакистан        | -    | -    | -    | -      | -      | -      | -      | -      | -      | -     | -      | ?100   | ?110   |       |
| КНДР            | -    | -    | -    | -      | -      | -      | -      | -      | -      | -     | -      | -      | ?5-10  |       |
| ПАР             | -    | -    | -    | -      | -      | -      | -      | -      | -      | 6     | -      | -      | -      |       |
| Разом           | 32   | 1055 | 7124 | ?30000 | >39925 | ?42000 | ?50000 | ?57000 | 63484  |       | <40000 | <28300 | <20850 |       |

Примітка: Дані по Російській Федерації з 1992 р. і США з 2002 р. охоплюють тільки боєзаряди стратегічних носіїв; обидві держави мають у своєму розпорядженні також значну кількість тактичної ядерної зброї, що важко піддається оцінці

### Оцінка кількості ядерних озброєнь
За даними Стокгольмського міжнародного інституту дослідження проблем миру (SIPRI) на початку 2011 року у світі налічувалось близько 20530 одиниць ядерної зброї.
Приблизна оцінка світових ядерних сил, січень 2011р.
| Країна          | Розгорнуті боєголовки | Інші боєголовки | Разом  |
| --------------- | --------------------- | --------------- | ------ |
| США             | 2150                  | 6350            | 8500   |
| Росія           | 2427                  | 8570            | 11000  |
| Велика Британія | 160                   | 65              | 225    |
| Франція         | 290                   | 10              | 300    |
| Китай           | —                     | 200             | 240    |
| Індія           | —                     | 80-100          | 80-100 |
| Пакистан        | —                     | 90-110          | 90-110 |
| Ізраїль         | —                     | 80              | 80     |
| Усього          | 5027                  | 15500           | 20530  |

Приблизна оцінка світових ядерних сил, січень 2012р.
| Країна          | Розгорнуті боєголовки | Інші боєголовки | Разом  |
| --------------- | --------------------- | --------------- | ------ |
| США             | 2150                  | 5850            | 8000   |
| Росія           | 1800                  | 8200            | 10000  |
| Велика Британія | 160                   | 65              | 225    |
| Франція         | 290                   | 10              | 300    |
| Китай           | —                     | 200             | 240    |
| Індія           | —                     | 80-100          | 80-100 |
| Пакистан        | —                     | 90-110          | 90-110 |
| Ізраїль         | —                     | 80              | 80     |
| Північна Корея  | —                     | —               | ?      |
| Усього          | 4400                  | 14600           | 19000  |